# Tapa-sexo

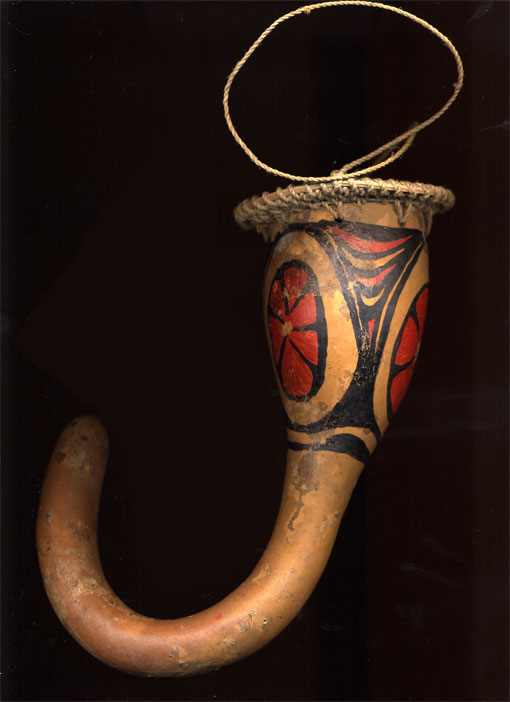
koteka, um tipo de tapa sexo da Nova Guiné.

Tapa-sexo é uma peça usada para cobrir a genitália de seres humanos. Costuma ser usado em eventos onde pessoas exibem grande parte de seus corpos, inclusive as nádegas e a virilha, despidas, sem no entanto deixarem expostos seus órgãos sexuais. Por esse fato se diferencia de outras peças íntimas como a cueca e a calcinha, que também cobrem estas partes.
Tapa-sexos costumam ser usados em apresentações teatrais e desfiles de escolas de samba. Nestes desfiles, os regulamentos costumam proibir que pessoas se apresentem totalmente nuas, sendo o tapa-sexo indicado para evitar a perda de pontos por parte da agremiação nesses casos.